# 维莱昂普赖耶尔
维莱昂普赖耶尔（法語：Villers-en-Prayères，法語發音：[vilɛʁ ɑ̃ pʁɛjɛʁ]）是法国上法蘭西大區埃纳省的一个旧市镇，属于苏瓦松区。2016年，维莱昂普赖耶尔与临近的6个市镇合并为新市镇莱塞特瓦隆。

## 地理
维莱昂普赖耶尔（49°22'38"N, 3°40'35"E）面积5.74 平方千米，位于法国上法蘭西大區埃纳省，该省份为法国北部内陆省份，北起北部省，西接索姆省和瓦兹省，东临阿登省和马恩省，西南至塞纳-马恩省，东北部与比利时接壤。
与维莱昂普赖耶尔接壤的市镇（或旧市镇、城区）包括：布尔和科曼、隆格瓦勒-巴邦瓦勒、迈济、厄伊、雷维永、维耶尔阿尔西、莱塞特瓦隆。

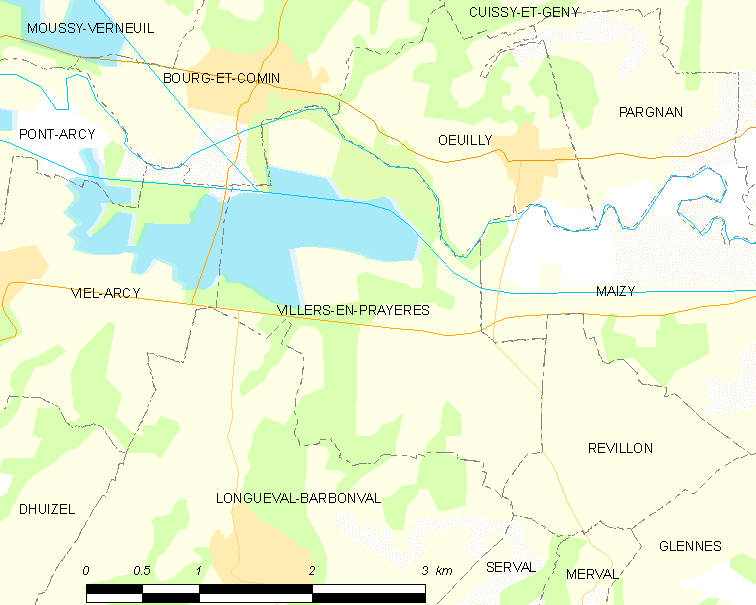
维莱昂普赖耶尔的OSM定位图

维莱昂普赖耶尔的时区为UTC+01:00、UTC+02:00（夏令时）。

## 行政
维莱昂普赖耶尔的邮政编码为02160，INSEE市镇编码为02811。

## 政治
维莱昂普赖耶尔所属的省级选区为塔德努瓦地区费尔县。

## 人口

1962-2008年间维莱昂普赖耶尔人口变化图示

维莱昂普赖耶尔于2018年1月1日时的人口数量为133人。